# Bułachiw
Bułachiw (ukr. Булахів) – wieś na Ukrainie, w obwodzie czernihowskim, w rejonie czernihowskim, w hromadzie Kozielec. W 2020 liczyła 360 mieszkańców.